# Nicolás Riera
Nicolás Adolfo Guggiana (San Fernando, provincia de Buenos Aires; 29 de mayo de 1985), conocido artísticamente como Nicolás Riera, es un actor y cantante argentino. Es conocido por su papel de Juan Tacho Morales en la telenovela juvenil Casi ángeles y por haber sido miembro de la banda musical derivada de la novela, Teen Angels.

## Vida personal
Es hijo de Osvaldo Guggiana y María Laura Riera y tiene dos hermanos: Mariano y Jazmín.
Realizó sus estudios primarios y secundarios en el Colegio Marín de la ciudad de San Isidro, provincia de Buenos Aires.
En su juventud jugó al rugby en el equipo del Club San Fernando. Además es amante del surf y el esquí. Practica jūjutsu, deporte que combina artes marciales mixtas. Suele practicar con frecuencia el fútbol amateur. Es aficionado de la UFC.

## Carrera
En 2002 participó en la serie Kachorra, protagonizada por Natalia Oreiro.
En 2006 participó de la novela infantojuvenil "Alma Pirata" de la realizadora Cris Morena, donde interpretó a Gabriel.
En 2006 participó de la sit-com "Casados Con Hijos" donde interpretó a un chico repartidor de pizzas, Delivery. Esta sit-com es protagonizada por Guillermo Francella, Florencia Peña, Erica Rivas, Marcelo De Bellis, Darío Lopilato y Luisana Lopilato.
A fines del año 2006 fue seleccionado para interpretar el papel de Juan Tacho Morales en la serie de televisión Casi ángeles creada por la productora argentina Cris Morena, serie cuál emitida desde marzo de 2007 a noviembre del año 2010. Participó en las adaptaciones teatrales de la serie y en las de la banda Teen Angels, surgida de la ficción y con la cual, entre 2007 y 2012, grabó cinco álbumes de estudio y se fue de gira.
En 2011 participó de Bailando por un sueño en Showmatch, en donde fue el décimo eliminado.
En 2012 a 2013 interpretó a Lucas Pedroso en la telenovela Dulce amor, siendo pareja junto a su excompañera de Teen Angels Rocío Igarzábal.
Su primera aparición en la pantalla grande fue en 2013 cuando se estrenó el documental Teen Angels el adiós sobre el último show de la banda.
En 2013 y 2014 también protagonizó el docu-reality Viajar es mi destino, rodado en Panamá y Ecuador.
Desde fines del 2013 hasta 2014 Junto a Gabriel Corrado, Catherine Fulop y de nuevo con Igarzábal protagonizó la telenovela Taxxi, amores cruzados emitida durante el parate de 2013 por la pantalla de Telefe.
Volvió a trabajar con Igarzábal en la película "El desafío", encarnando a Juan. Dicha película fue rodada durante 2014, y se estrenó el 29 de enero de 2015.
En 2016 integró el elenco de la telenovela de Pol-ka, Los ricos no piden permiso.
En 2017 protagonizó la serie Cartoneros, donde interpreta a El Dandi, un cantante de cumbia villera. En la serie es acompañado por Luis Luque, Silvia Kutica, Jenny Williams, Micaela Vázquez, entre otros. El mismo año es parte del elenco de Las Estrellas donde interpreta a Leo Loma, un recepcionista del hotel. 
En 2018 formó parte del elenco principal de la serie Millennials de Net TV junto a Laura Laprida, Matías Mayer, Juan Manuel Guilera, Johanna Francella y Noelia Marzol. En 2019 estará al aire la segunda temporada.

## Trayectoria

### Cine
| Año  | Película                 | Personaje     | Dirección                    | Tipo         |
| ---- | ------------------------ | ------------- | ---------------------------- | ------------ |
| 2013 | Teen Angels: el adiós 3D | Él mismo      | Juan Manuel Jiménez          | Largometraje |
| 2015 | El desafío               | Juan          | Juan Manuel Rampoldi         | Largometraje |
| 2019 | La grieta                | Nacho         | Pedro Maccarone y Max Franco | Cortometraje |
| 2019 | Te pido un taxi          | Rodrigo Muñoz | Martín Armoya                | Largometraje |

### Ficciones de televisión
| Año       | Título                     | Personaje            | Canal            |
| --------- | -------------------------- | -------------------- | ---------------- |
| 2002      | Kachorra                   | Franco               | Telefe           |
| 2003      | Rincón de luz              | Amigo de Lucas       | América TV       |
| 2005      | El Patrón de la Vereda     | Estudiante           | América TV       |
| 2005-2006 | Casados con hijos          | Chico del delivery   | Telefe           |
| 2006      | Alma pirata                | Gabriel              | Telefe           |
| 2006      | Chiquititas sin fin        | Modelo               | Telefe           |
| 2007-2010 | Casi ángeles               | Juan "Tacho" Morales | Telefe           |
| 2012-2013 | Dulce amor                 | Lucas Pedroso        | Telefe           |
| 2013-2014 | Taxxi, amores cruzados     | Diego Montana        | Telefe           |
| 2015      | Pan y vino                 | Ladrón               | América TV       |
| 2016      | Los ricos no piden permiso | Juan Domingo Juárez  | Canal 13         |
| 2017      | Cartoneros                 | El dandi             | Canal 9          |
| 2017-2018 | Las Estrellas              | Leonardo Loma        | Canal 13         |
| 2018-2021 | Millennials                | Benjamín Céspedes    | Net TV / Netflix |
| 2022      | El primero de nosotros     | Cristian García      | Telefe           |
| 2023-2024 | Madame Requin              | Bruzzone             | TV Pública       |

### Programas de televisión
| Año       | Título                     | Rol          | Notas         | Canal    |
| --------- | -------------------------- | ------------ | ------------- | -------- |
| 2011      | Bailando por un sueño 2011 | Participante | 10° eliminado | Canal 13 |
| 2013-2015 | Viajar es mi destino       | Conductor    |               | Canal 9  |

### Teatro
| Año       | Título                                | Personaje / Rol      |
| --------- | ------------------------------------- | -------------------- |
| 2007-2010 | Casi ángeles                          | Juan "Tacho" Morales |
| 2011-2012 | Teen Angels                           | Él mismo             |
| 2016      | Casa Valentina                        | Lucas / Miranda      |
| 2023      | Plagio                                | Mariano              |
| 2025      | Nunca te fies de una mujer despechada | Daniel               |

## Discografía
| Año  | Título                                    |
| ---- | ----------------------------------------- |
| 2007 | Teen Angels 1                             |
| 2008 | Teen Angels 2                             |
| 2008 | Casi Ángeles en vivo teatro Gran Rex 2008 |
| 2009 | Teen Angels 3                             |
| 2009 | Casi Ángeles en vivo teatro Gran Rex 2009 |
| 2010 | Teen Angels 4                             |
| 2010 | TeenAngels La Historia                    |
| 2011 | Teen Angels 5                             |
| 2012 | Teen Angels La Despedida                  |

## Premios y nominaciones
| Año  | Premio                        | Categoría                      | Trabajo nominado | Resultado |
| ---- | ----------------------------- | ------------------------------ | ---------------- | --------- |
| 2011 | Kid's Choice Awards Argentina | Actor Favorito                 | Casi ángeles     | Nominado  |
| 2017 | Premio Estrella de Mar        | Actuación Masculina de Reparto | Casa Valentina   | Nominado  |